# Úrsula Corberó

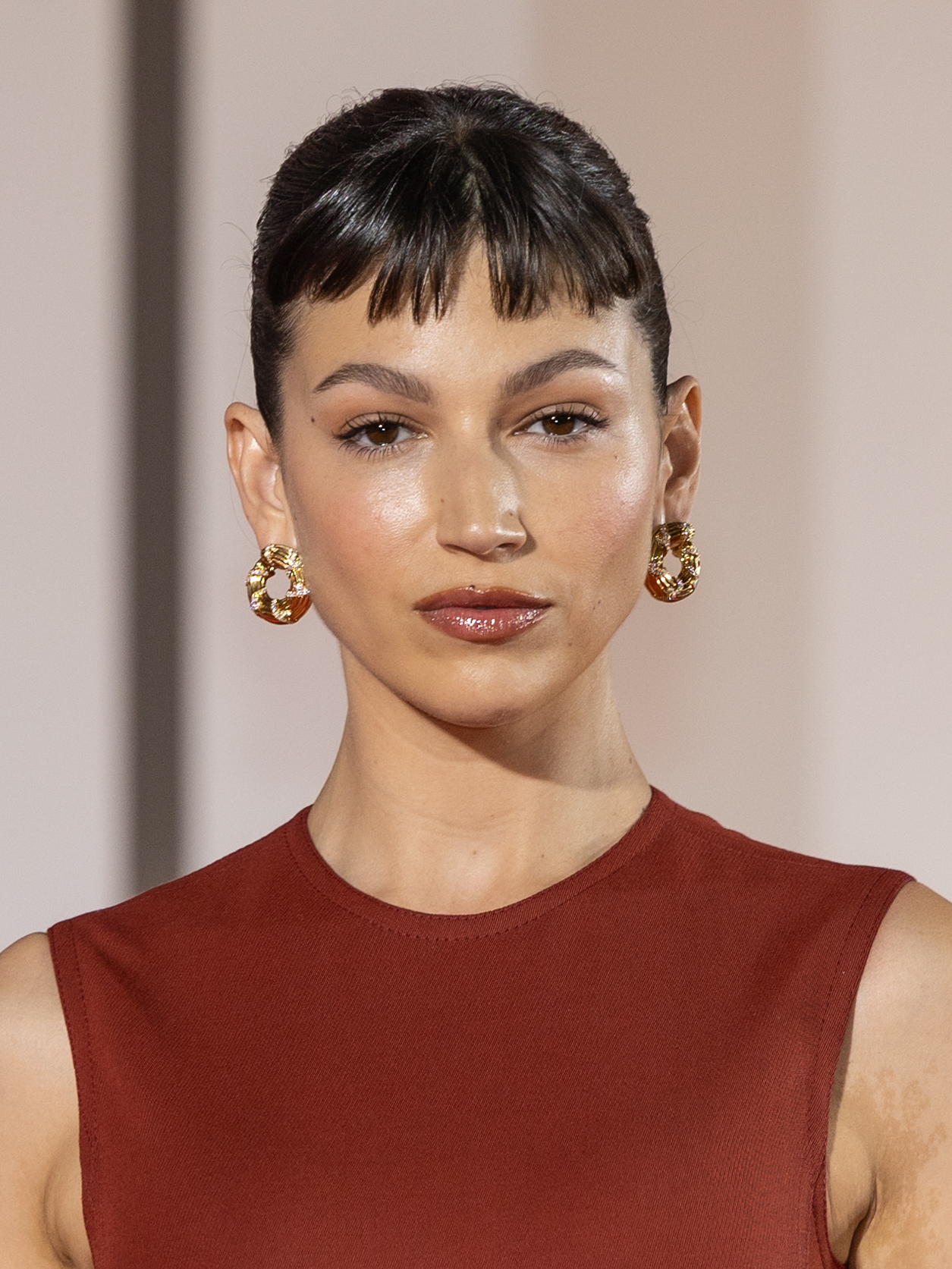
Úrsula Corberó beim Filmfestival von Venedig 2024

Úrsula Corberó Delgado (* 11. August 1989 in Barcelona) ist eine spanische Schauspielerin. Internationale Bekanntheit erlangte sie vor allem durch ihre Rolle der Tokio in der spanischen Fernsehserie Haus des Geldes.

## Leben
Corberó Delgado ist die Tochter des Tischlers Pedro Corberó und seiner Frau Esther Delgado. Sie hat eine ältere Schwester namens Mónica. Im Alter von 6 Jahren äußerte sie ihrer Mutter gegenüber erstmals den Wunsch, Schauspielerin zu werden.
Trotz fehlender finanzieller Mittel ermöglichte es ihre Mutter ihr, an Castings teilzunehmen. Erste Schauspielerfahrungen sammelte sie in Werbespots. Ihr Schauspieldebüt gab sie 2002 in der Fernsehserie Mirall trencat.
Corberó Delgado lebt in Madrid. Seit 2016 ist sie mit dem argentinischen Schauspieler Chino Darín liiert.

## Filmografie (Auswahl)
Fernsehserien
- 2002: Mirall trencat
- 2005–2006: Ventdelplà
- 2007: Cuenta atrás
- 2007: El internado

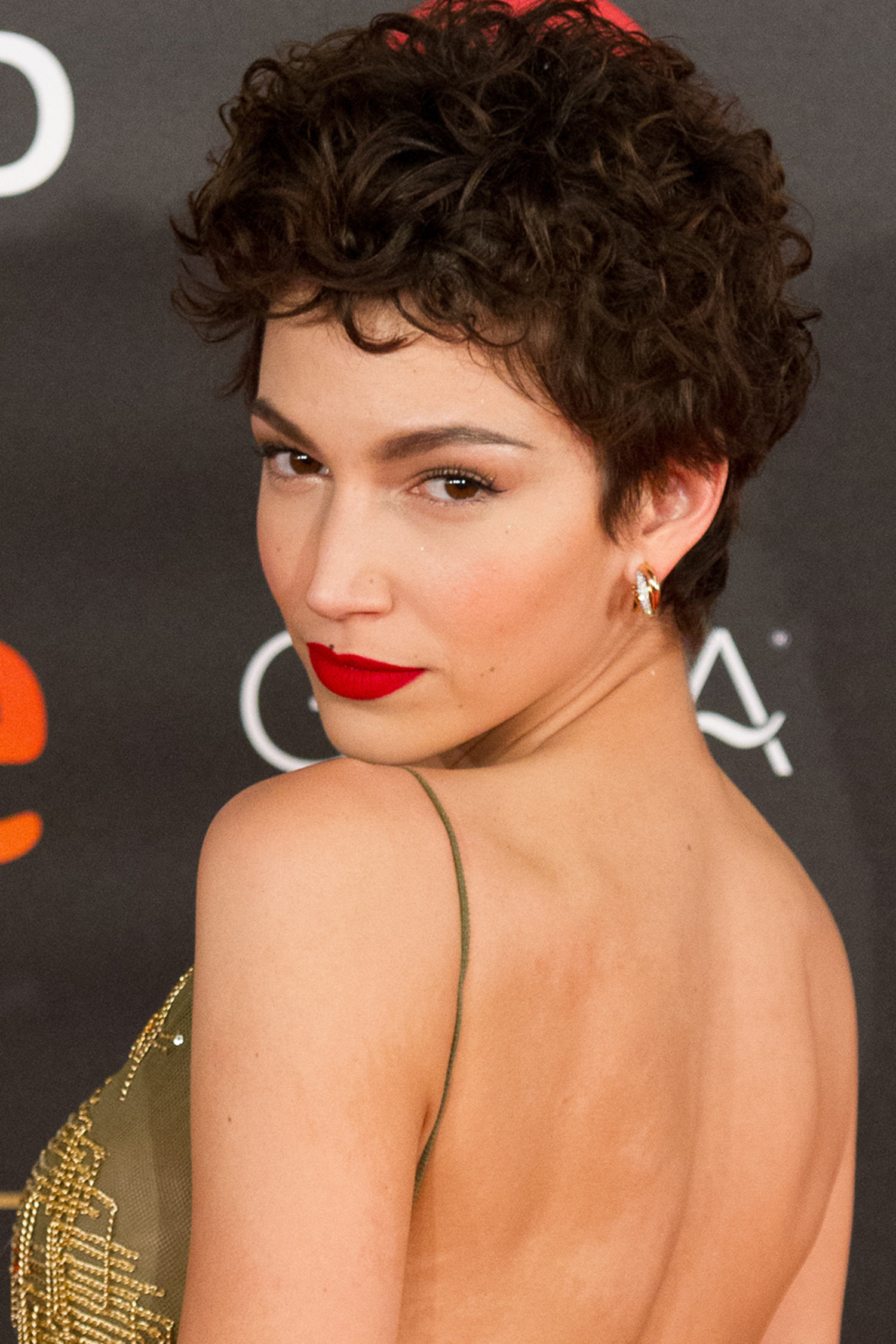
Corberó bei den spanischen Goya Awards (2018)

- 2008–2011: Fisica o chimica (Física o Química)
- 2011–2019: 14 de abril. La República
- 2014: Con el culo al aire
- 2014: Isabel
- 2015: La dama velata
- 2015: Anclados
- 2016: L’ambasciata (La embajada)
- 2017: ¿Qué fue de Jorge Sanz?
- 2017–2021: Haus des Geldes (La casa de papel)
- 2018: Snatch
- 2019: Paquita Salas
- 2023: Star Wars: Visionen (Star Wars: Visions, Synchronisation)
- 2023: Körper in Flammen (El cuerpo en llamas)[5]
- 2024: Mr. & Mrs. Smith
- seit 2024: The Day of the Jackal

Filme
- 2011: Paranormal Xperience 3D
- 2012: Afterparty – Feiern bis der Tod kommt (Afterparty)
- 2013: Wer tötete Bambi? (¿Quién mató a Bambi?)
- 2015: Ab nach Deutschland (Perdiendo el Norte)
- 2015: Como Sobrevivir a una Despedida?
- 2016: La corona Partida
- 2017: Proyecto Tiempo: la Llave
- 2018: Der Baum des Blutes (El árbol de la Sangre)
- 2021: Snake Eyes: G.I. Joe Origins
- 2024: Lift
- 2024: Kill the Jockey